# Jonas Otto Ödlund
Jonas Otto Ödlund (i riksdagen kallad Ödlund i Gävle), född 10 januari 1874 i Själevad, död 8 juli 1932 i Stockholm, var en svensk bagare och riksdagsman (socialdemokrat).
Han var riksdagsledamot i första kammaren för Gävleborgs läns valkrets 1917-1920.